# Coturnicops
Coturnicops és un gènere d'ocells de la família dels ràl·lids (Rallidae) que habita zones humides de Sibèria i Manxúria en Euràsia, i ambdues Amèriques.

## Llista d'espècies
Aquest gènere ha estat classificat en 3 espècies vives:
- rasclet de Swinhoe (Coturnicops exquisitus).
- rasclet de Darwin (Coturnicops notatus).
- rasclet groguenc (Coturnicops noveboracensis).